# الرز الحامض

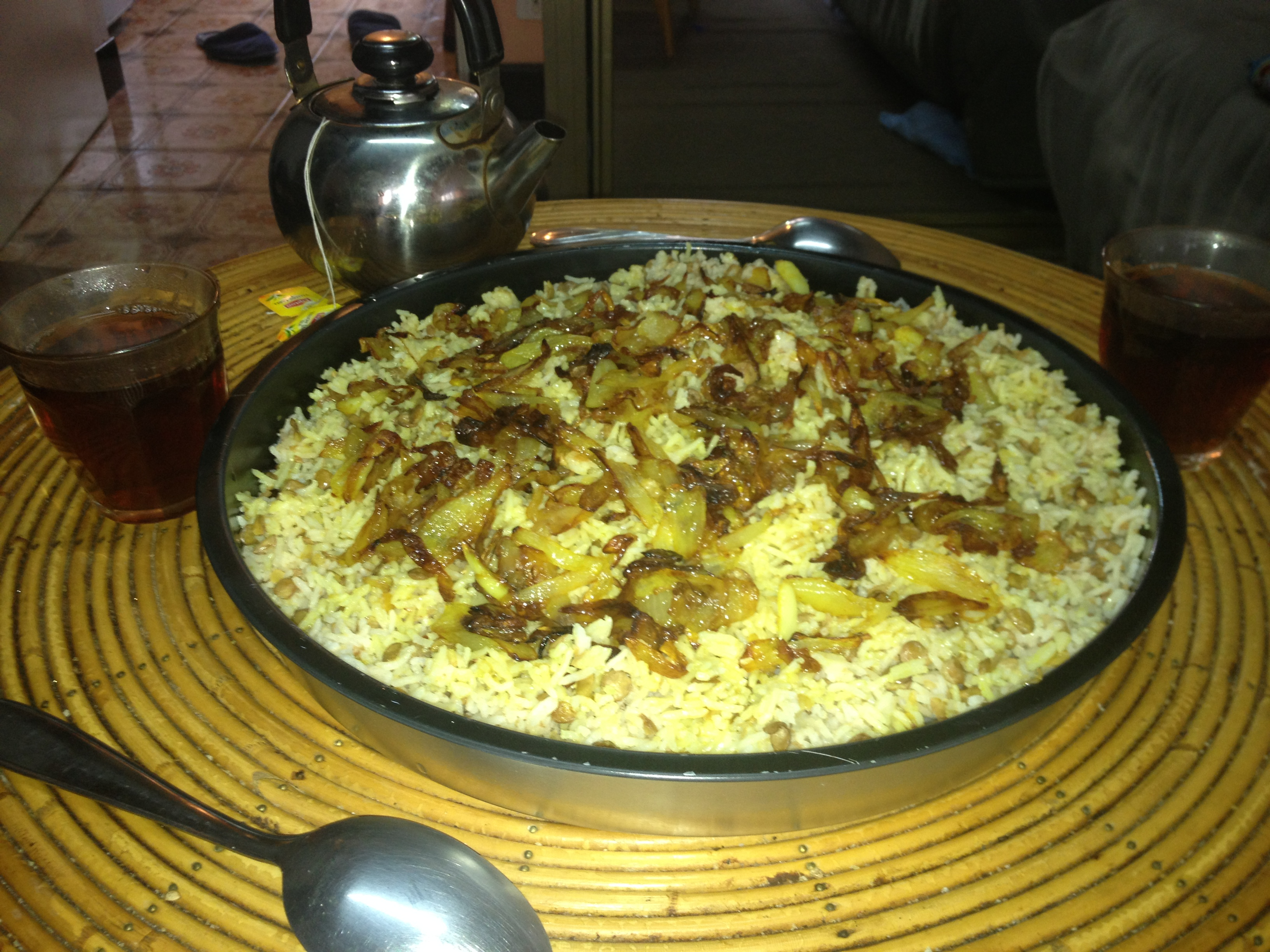
الرز الحامض أكلة شعبية مشهورة في مدينة معان جنوب الأردن

الرز الحامض أكلة شعبية معانية (نسبة إلى مدينة معان جنوب الأردن) تقدم في أيام العيد وعدا عن كونها أكلة شهية فهي تحمل قيمة ثقافية لما تحمله من خصوصية لهذه المدينة العريقة. جاءت التسمية بسبب حموضة الأرز من اللبن الجميد.

## المكونات
- الأرز[ ؟ ] حبة طويلة
- اللبن الجميد
- السمن البلدي
- العدس الحب
- البصل